# N-621
La N-621 es una carretera nacional española que discurre entre León y Unquera, en el norte del país. Es de doble sentido y cuenta con un carril para cada sentido de circulación. Su longitud es de 188 km.
Aunque con un recorrido no muy extenso, es una carretera importante pues cruza la cordillera Cantábrica atravesando parte del parque regional Montaña de Riaño y Mampodre, por el puerto de San Glorio (1609 m sobre el nivel del mar) y es la tradicional vía de comunicación entre León y la costa de Cantabria.

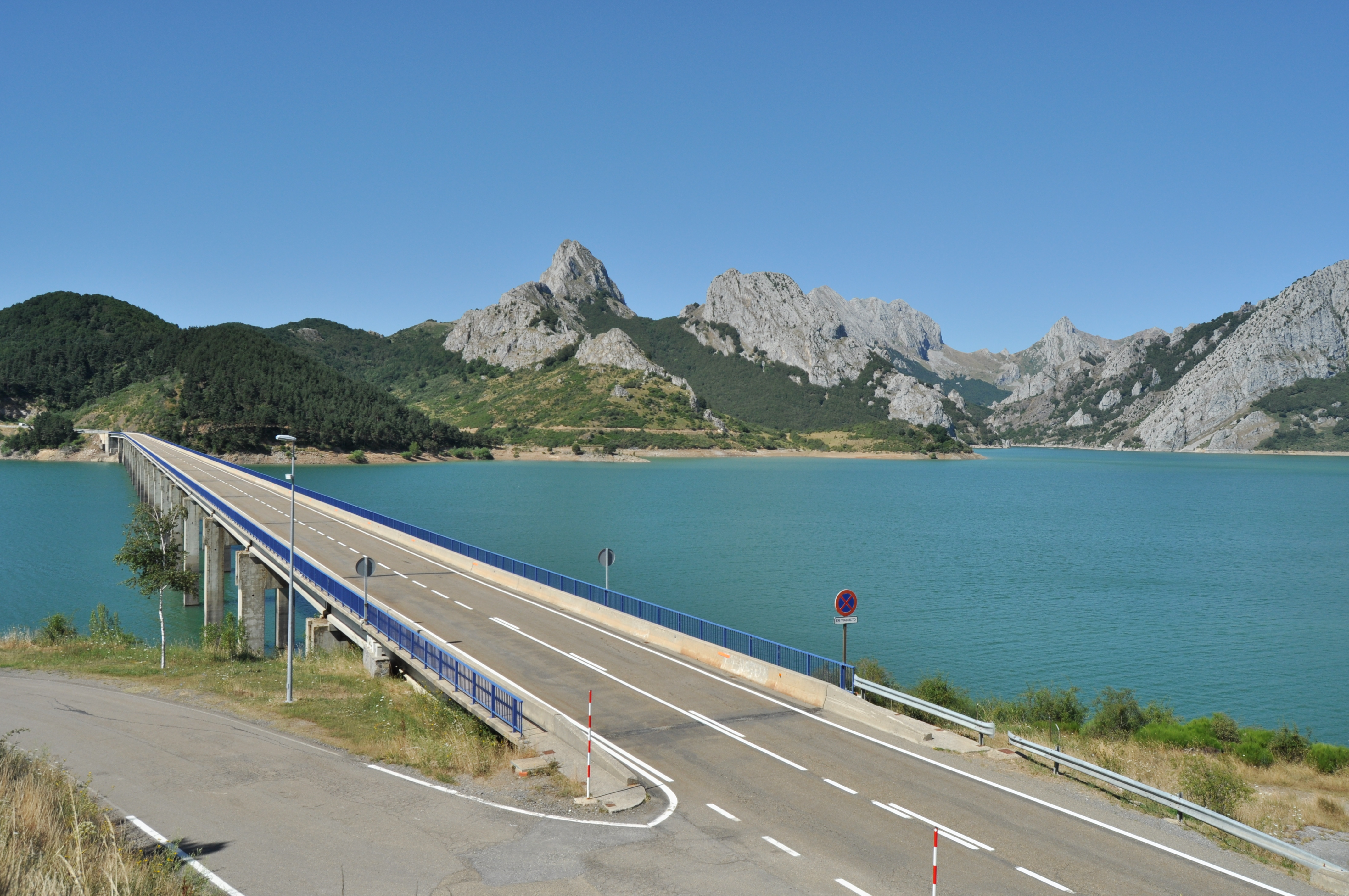
N-621 a su paso por el embalse de Riaño

Discurre por las comunidades autónomas de Castilla y León (provincia de León), Asturias y Cantabria.
En la provincia de León, sale de la capital atravesando Villaobispo de las Regueras, cruzando al valle del Curueño a través de la comarca de la Sobarriba. En Devesa de Curueño la carretera desaparece durante varios kilómetros, para volver a existir a partir de Cistierna, donde se cruza con la N-625. Comparte recorrido con esta carretera a través de Crémenes, hasta llegar al muro del embalse de Riaño. Desde allí, atraviesa Riaño,donde se separan, y la N-621 continúa a través de Tierra de la Reina. En todo este tramo del valle de Riaño discurre por una variante a cota elevada, ya que la N-621a yace anegada por las aguas del embalse. La N-621 se introduce más tarde en Cantabria a través del puerto de San Glorio, y atraviesa toda la comarca de Liébana hasta llegar a Potes. Se encamina por el desfiladero de La Hermida, donde se introduce en Asturias, para pasar por Panes, y vuelve a transcurrir por Cantabria, hasta llegar a su punto final en Unquera. En sus últimos kilómetros, a lo largo de la travesía de Unquera, solapa su recorrido con el de la N-634a hasta alcanzar el cruce de la N-634, donde finaliza.
En esta última comunidad, existe un tramo nombrado N-621a, que corresponde con la antigua travesía de San Pedro de las Baheras, con una longitud de 3,900 km.